# Battaglia di Teugn-Hausen
La battaglia di Teugn-Hausen, o battaglia di Thann, fu combattuta il 19 aprile 1809 tra il III Corpo del Primo Impero francese guidato dal maresciallo Louis Nicolas Davout ed il III Armeekorps dell'impero austriaco comandato dal principe Federico di Hohenzollern-Hechingen. I francesi vinsero una dura battaglia quando, la sera, gli austriaci si ritirarono. Lo scontro avvenne durante la guerra della quinta coalizione, all'interno delle guerre napoleoniche. La battaglia si svolse a metà strada circa tra i villaggi di Teugn e Hausen in Bassa Baviera, nell'attuale Germania.
Lo stesso giorno si ebbero scontri a Arnhofen vicino ad Abensberg, a Dünzling, a Ratisbona ed a Pfaffenhofen an der Ilm. Queste schermaglie, assieme alla battaglia di Teugn-Hausen, segnarono il primo dei quattro giorni di scontri che culminarono con la vittoria francese nella battaglia di Eckmühl.
L'invasione austriaca del Regno di Baviera colse di sorpresa l'esercito franco-tedesco dell'imperatore Napoleone Bonaparte. Nonostante l'avanzata dell'esercito austriaco dell'arciduca Carlo fosse lenta, gli errori compiuti dal maresciallo Louis Alexandre Berthier posero in grave pericolo gli uomini di Davout. Quando Davout si ritirò da Ratisbona verso sudovest costeggiando la riva meridionale del Danubio, Carlo cercò di intercettare i francesi con tre potenti colonne d'attacco.
La prima colonna austriaca mancò del tutto i francesi, mentre la cavalleria di Davout affrontava la seconda. La terza colonna colpì frontalmente una delle divisioni di fanteria di Davout. I generali di entrambi gli schieramenti guidarono le proprie truppe con coraggio e bravura. Alla fine nel pomeriggio i rinforzi francesi spinsero a sud gli austriaci, e Carlo ordinò una ritirata durante la notte. Questo permise a Davout di riunirsi il 20 aprile al gruppo principale dell'esercito.

## Contesto storico

### Piani austriaci
L'8 febbraio 1809 l'impero austriaco decise di dichiarare guerra a Napoleone. Guidato dal ministro degli esteri Johann Philipp Karl Joseph von Stadion, dal brillante diplomatico Klemens von Metternich e dall'imperatrice Maria Ludovica d'Asburgo-Este, il partito della guerra indicavano il disastro francese della battaglia di Bailén in Spagna. L'arciduca Carlo avrebbe voluto rimandare l'entrata in guerra, al fine di cercare alleati.

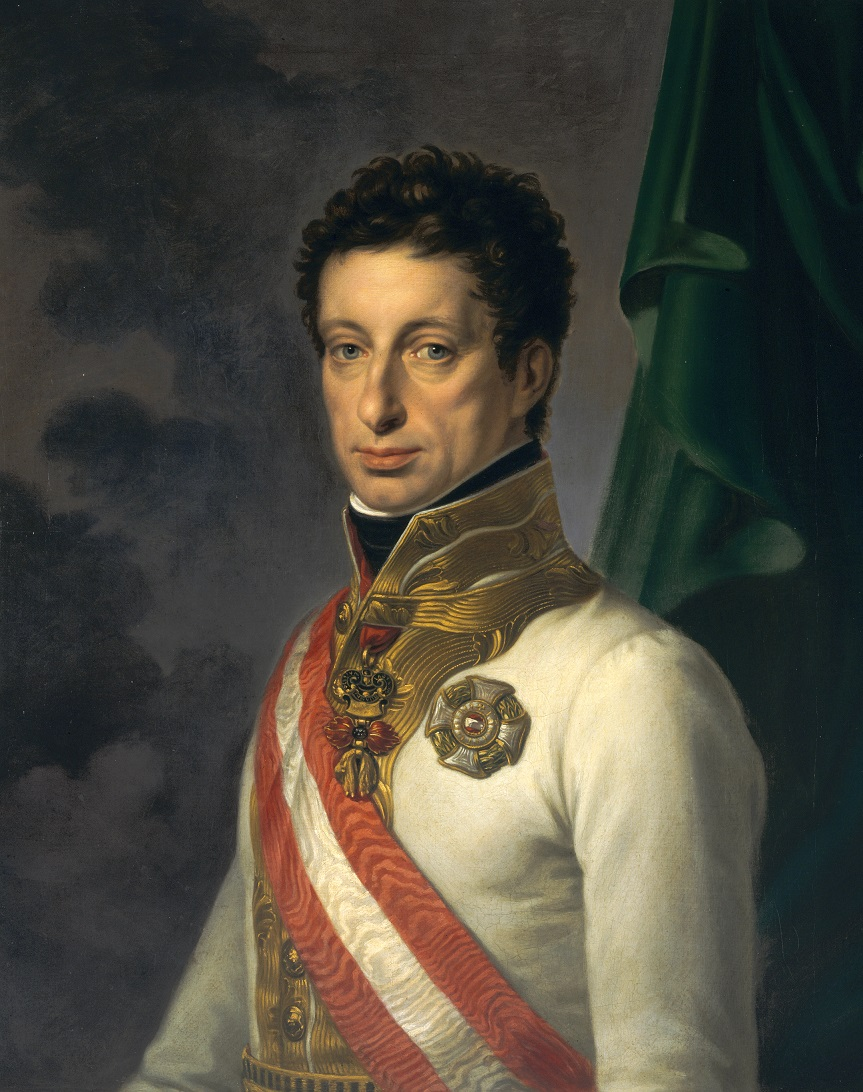
Arciduca Carlo

L'arciduca Carlo, nominato generalissimo dopo il disastro della guerra della terza coalizione del 1805, stava da tre anni cercando di potenziare l'esercito austriaco. Lo storico David G. Chandler scrisse: "Carlo fu l'uomo migliore disponibile per l'Austria". Portò a 340000 il totale dei soldati regolari, e creò un corpo di 240000 landwehr. Migliorò l'artiglieria, adottò l'organizzazione a corpi, e rivide la tattica della fanteria, introducendo novità di stile francese. All'inizio solo 15000 delle migliori formazioni di landwehr furono aggiunte all'esercito, mentre il resto fu relegato a doveri da guarnigione o a riserva. Gli Asburgo non volevano armare la popolazione per il timore di un'insurrezione, per cui i landwehr non furono mai utilizzati. In Ungheria i nobili ed il popolo non volevano partecipare alla guerra, e vi presero parte il meno possibile.
L'arciduca Carlo ed il Consiglio di guerra di Corte inviarono 50000 uomini divisi in due corpi in Italia, guidati dal General der Kavallerie Giovanni d'Asburgo-Lorena, ed altri 40000 in Galizia con il tenente generale Ferdinando Carlo Giuseppe d'Asburgo-Este. Carlo riunì il resto dell'esercito regolare in Boemia e lungo il Danubio.
Il 206906 hauptarmee di Carlo vennero organizzati in sei corpi più due di riserva. Il I Armeekorps fu guidato dal General der Kavallerie Heinrich Johann Bellegarde e contava 27653 uomini. Il II Armeekorps da 28168 uomini era seguito dal Feldzeugmeister Johann Kollowrat. Il III Armeekorps era composto da 29360 uomini ed era comandato da Federico Francesco Saverio di Hohenzollern-Hechingen. Il IV Armeekorps dal tenente generale Franz Seraph von Rosenberg-Orsini era di 27800 uomini. Il V Armeekorps di Luigi d'Asburgo-Lorena era di 32266 soldati. Il VI Armeekorps era composto da 35693 uomini guidati da Johann von Hiller. Il I Armeekorps di riserva era guidato dal generale Giovanni I Giuseppe del Liechtenstein e contava 18063 unità. Il II Armeekorps di riserva era guidato direttamente da Michael von Kienmayer ed era composto da 7975 soldati.
Inizialmente l'arciduca Carlo aveva dispiegato sei corpi in Boemia e solo due sul Danubio. Questa mossa fu giudicata troppo ambiziosa dall'alto comando austriaco, per cui quattro corpi furono spostati a sud sul Danubio. Alla fine il I ed il II Armeekorps rimasero in Boemia, mentre III, IV e I di riserva formarono la massa centrale di Carlo, e V, VI e II di riserva rappresentarono il fianco meridionale.

### Operazioni

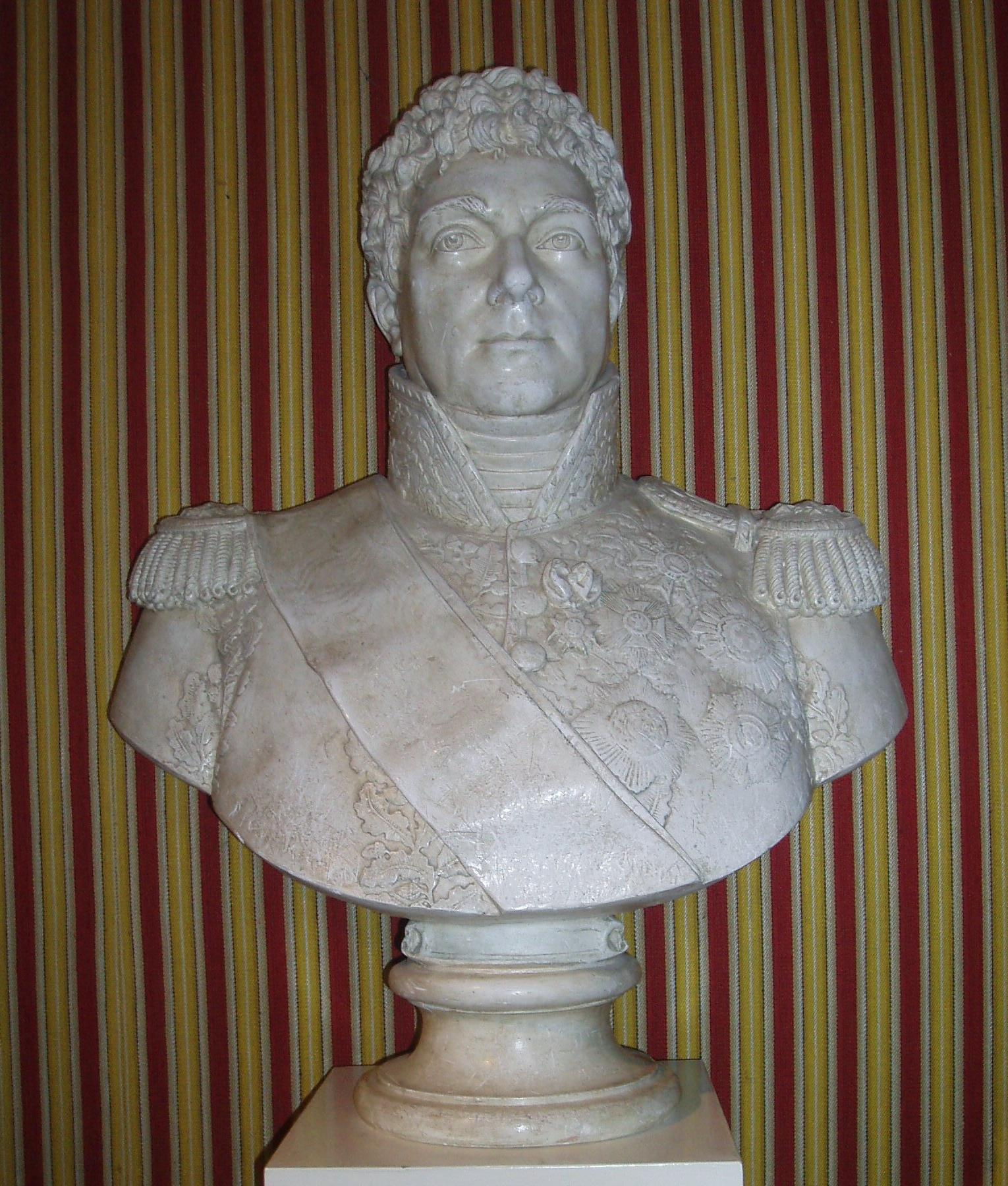
Louis Berthier eccelleva come capo di stato maggiore di Napoleone, ma come comandante dell'esercito era insufficiente

Il 9 aprile 1809 l'arciduca Carlo fece sapere all'ambasciatore francese a Monaco di Baviera ed al maresciallo François Joseph Lefebvre che Austria e Francia erano in guerra. Il mattino seguente l'esercito di Carlo iniziò ad attraversare l'Inn invadendo il regno di Baviera. Delle tre divisioni bavaresi, solo il VII Corpo di Lefebvre era in grado di opporsi all'attacco austriaco. Fortunatamente per i franco-bavaresi, ci vollero sei giorni prima che il nemico raggiungesse l'Isar nei pressi di Landshut.
Napoleone non si aspettava una dichiarazione di guerra da parte dell'Austria, ma quando fu chiaro che la guerra era imminente credette che le ostilità sarebbero iniziate dopo il 15 aprile. Da Parigi Napoleone ordinò al maresciallo Louis Alexandre Berthier di formare la Grande Armata di Germania unendo le unità francesi ed alleate situate sul fronte del Danubio. A Berthier ordinò di spostarsi a Ratisbona se gli austriaci avessero invaso la Baviera dopo il 15 aprile. Se il nemico avesse attaccato prima, l'esercito avrebbe dovuto disporsi ancora più ad ovest, a Donauwörth. L'ordine emanato da Napoleone il 10 aprile, però, non sarebbe arrivato prima del 16. Un secondo ordine, che modificava il primo, giunse la sera del 13. Berthier era un eccellente capo di stato maggiore secondo Napoleone, ma aveva lacune quando si parlava di guidare un esercito. Nella confusione fraintese le istruzioni giunte in ordine errato, ed ordinò una forte concentrazione di truppe a Ratisbona.

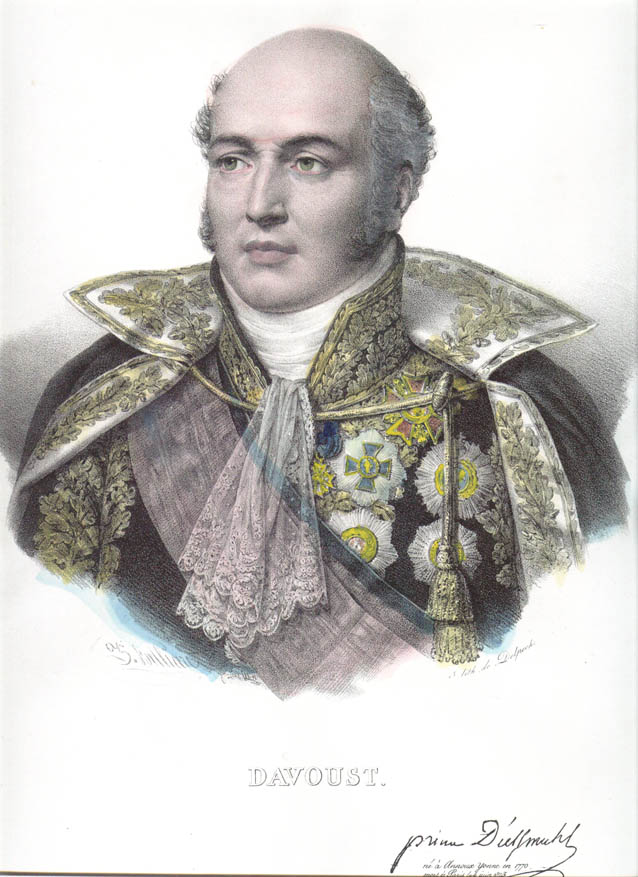
Maresciallo Louis Davout

Berthier ordinò a Davout, che si trovava nella retroguardia, di portare i propri uomini a Ratisbona sull'ala sinistra. Nel frattempo l'ala destra della Grande Armata si trovava a 120 km di distanza, con pochi bavaresi a costituirne il centro. Sull'ala destra al II Corpo del generale Nicolas Charles Oudinot fu ordinato di spostarsi verso Ratisbona, mentre al IV Corpo del maresciallo Andrea Massena di muoversi da Ulma verso Augusta.
Il 16 aprile gli austriaci attraversarono l'Isar a Landshut. Il mattino seguente, di buon ora, Napoleone raggiunse il fronte per prendere il posto del confuso Berthier. Ordinò subito una nuova concentrazione nei pressi di Ingolstadt. Per questo l'imperatore richiamò il III Corpo di Davout da Ratisbona sulla riva meridionale del Danubio. I bavaresi di Lefebvre avrebbero dovuto difendere la città finché Davout non fosse riuscito ad abbandonarla.
Fu solo il 18 aprile che Napoleone si rese conto del fatto che 80000 austriaci stavano minacciando Davout. Decise di inviare Massena verso Landshut per rallentare la retroguardia dell'arciduca Carlo nel tentativo di allentare la pressione su Davout. Nel frattempo l'imperatore disse ad Oudinot di sostenere Lefebvre, e dirottò da Ingolstadt verso est il piccolo corpo del Württemberg del generale Dominique-Joseph René Vandamme. L'arciduca Carlo era consapevole di avere la possibilità di distruggere gli uomini di Davout.

## Battaglia

### Spiegamenti

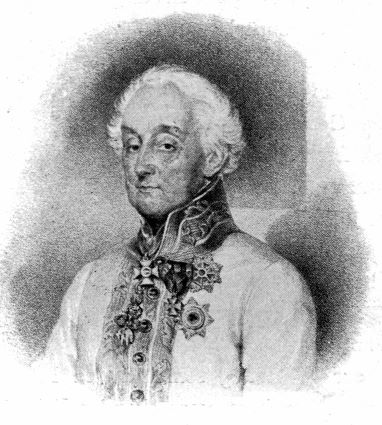
Il principe Federico Francesco Saverio di Hohenzollern-Hechingen guida il III Armeekorps a Teugn-Hausen

L'arciduca Carlo sperava che il 19 aprile avrebbe riportato un grande successo. I suoi ordini per quel mattino erano che il centro del suo esercito attaccasse Davout nel tentativo di intrappolare il III Corpo francese contro il Danubio. Per un colpo di fortuna Carlo ottenne una copia degli ordini emanati da Davout per quello stesso giorno. Alle cinque del mattino il comandante austriaco ordinò di iniziare la marcia dal quartier generale di Rohr in Niederbayern. Carlo inviò le tre maggiori colonne ad intercettare i francesi. Mandò le colonne destra e centrale a nordest verso Langquaid. Da qui la colonna destra avrebbe costeggiato Eckmühl per poi virare a nord verso Ratisbona, dove avrebbe incontrato il II Armeekorps del generale maggiore Peter von Vécsey. La colonna centrale avrebbe proseguito a sinistra verso Dünzling. Carlo ordinò alla colonna sinistra di attraversare Bachel, Hausen, Teugn e Bad Abbach.
Sulla destra marciava il generale di cavalleria Giovanni I Giuseppe del Liechtenstein con tre brigate di cavalleria pesante del I Armeekorps di riserva. Unitamente a questo commando si trovava la brigata di corazzieri del II di riserva del generale maggiore Andreas Schneller e la divisione di fanteria del V Armeekorps di Karl Friedrich von Lindenau. Al centro il principe Franz Seraph von Rosenberg-Orsini guidavba il IV Armeekorps, seguito dalla divisione del generale maggiore Victor Rohan composta da 13904 granatieri del I Armeekorps di riserva. A sinistra il principe Federico Francesco Saverio di Hohenzollern-Hechingen avanzava con il III Armeekorps, a parte i due distaccamenti di 7000 uomini.
In tutto l'arciduca poteva contare su 65000 uomini per distruggere il III Corpo francese. La colonna destra del Liechtenstein si mosse verso nord lungo la strada principale per Ratisbona. Rosenberg avanzò verso il borgo di Dünzling, mentre la strada proposta da Hohenzollern prevedeva il passaggio a Haugen e Saal an der Donau. A Saal il torrente Feking si immetteva nel Danubio, creando un potenziale collo di bottiglia. Se gli austriaci avessero controllato la strettoia di Saal, la ritirata di Davout sarebbe stata tagliata.

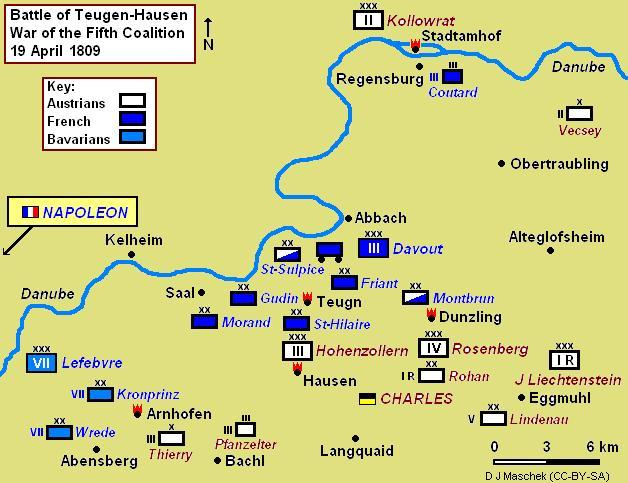
Mappa della battaglia di Teugn-Hausen, raffigurante il tentativo dell'arciduca Carlo di tagliare fuori il maresciallo Davout

A nord del Danubio, il I Armeekorps del generale Heinrich Johann Bellegarde era ancora distante. Il II Armeekorps del feldzeugmeister Johann Kollowrat si compattò lungo la riva settentrionale del Danubio, di fronte a Ratisbona, che difesa da una piccola guarnigione francese. A sud del III Armeekorps si trovava il V dell'arciduca Luigi (tranne la divisione di Lindenau) che aveva ricevuto l'ordine di contenere il VII bavaresi del maresciallo François Joseph Lefebvre nei pressi di Augusta. Il II di riserva di Michael von Kienmayer (tranne i corazzieri) rimasero a Pfeffenhausen a sostegno di Luigi. Il VI Armeekorps di Johann von Hiller si trovava all'estrema sinistra dello schieramento. Hiller pose il maggiore Scheibler e 1200 uomini a Pfaffenhofen an der Ilm per controllare gli uomini di Andrea Massena. All'inizio della guerra la divisione del tenente generale Franjo Jelačić fu distaccata da Hiller per poter conquistare Monaco di Baviera e fornire un collegamento tra Baviera e Tirolo. Hiller ordinò a Jelačić di fare ritorno il 18 aprile, ma non si vide più dato che Carlo gli aveva ordinato di tornare a Monaco. La sfortuna nel comando di Jelačić sarebbe proseguita fino alla disfatta subita il 25 maggio nella battaglia di Sankt Michael.
L'arciduca Carlo ordinò ad Hohenzollern di distaccare truppe per fornire un collegamento tra il III ed il V Armeekorps. Hohenzollern obbedì, incaricandone la brigata del generale maggiore Ludwig Thierry, salvo poi sbagliare mandando altri 1000 uomini del generale maggiore Josef Pfanzelter a collegare il III Armeekorps con Thierry. Dopo aver rinunciato a tutti questi uomini, solo 18000 soldati restavano al III Armeekorps per svolgere il proprio compito.
Davout inviò i treni del III Corpo lungo la strada che costeggiava il fiume collegando Ratisbona ad Abensberg. La II divisione del generale Louis Friant, la III del generale Charles-Étienne Gudin de La Sablonnière, e la II di cavalleria pesante del generale Raymond-Gaspard de Bonardi de Saint-Sulpice protessero i vagoni dei treni. La protezione dei fianchi fu garantita dalla I divisione del generale Charles Antoine Morand, dalla IV del generale Louis Charles Vincent Le Blond de Saint-Hilaire e dalla cavalleria leggera del generale Louis-Pierre Montbrun. Anche il comandante dei corpi diresse un battaglione in una marcia notturna tesa a mettere in sicurezza l'importante strettoia di Saal. Ratisbona era difesa dal colonnello Louis Coutard con i suoi 2000 uomini del 65º reggimento di fanteria.

### Dünzling, Arnhofen ed altri scontri

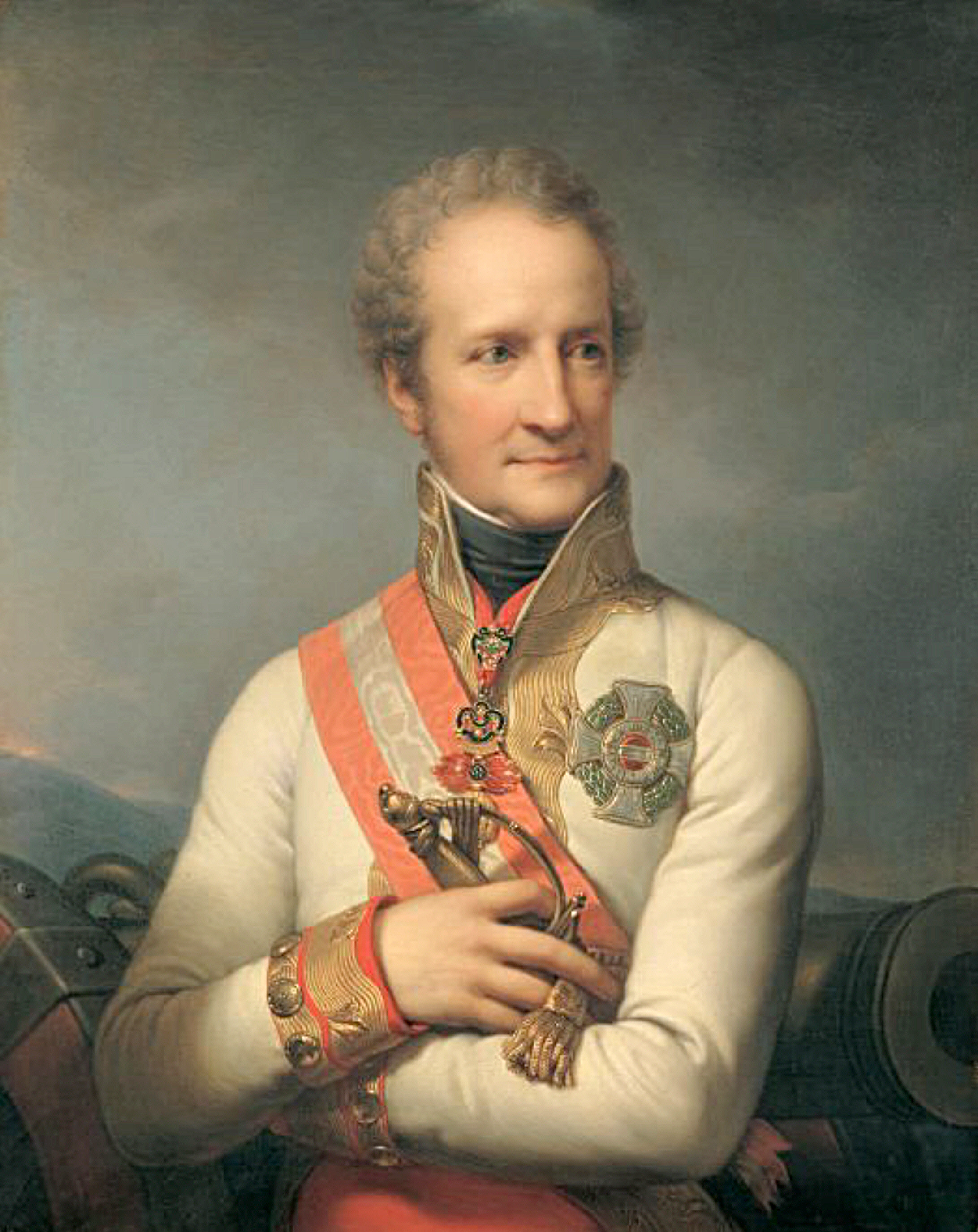
Johann Liechtenstein

Il colpo al fianco destro portato da Johann Liechtenstein non andò a segno, non essendoci truppe francesi tra lui e Ratisbona. Vicino a Dünzling e Schneidert, Rosenberg si scontrò con la cavalleria di Montbrun, rafforzata da due battaglioni di fanteria. Con meno di 4000 uomini, Montbrun condusse per tutto il giorno una brillante azione di rallentamento del IV Armeekorps, utilizzando il terreno boscoso per trarre vantaggio.
Gli uomini di Rosenberg erano stati indeboliti dal distaccamento della divisione di Joseph von Dedovich che era andata ad assediare Passavia. Il 19 aprile Rosenberg comandava 16 battaglioni di fanti e 15 squadroni di cavalleria. Alle 9 del mattino nei pressi di Schneidert, tre chilometri ad est di Haugen, il IV Armeekorps del generale Karl Wilhelm von Stutterheim sfiorò la 12ª e 21ª divisione di fanteria di Gudin in marcia verso ovest. Proseguendo verso nordest, Rosenberg iniziò a "sprecare" forze per controllare i fianchi ed il retro. Lasciò un battaglione ed uno squadrone con i granatieri, un battaglione ed uno squadrone per difendere Schneidert, cinque battaglioni per controllare la linea di marcia, ed un battaglione per difendere una collina a Moosholzen. Dopo aver tenuto gli austriaci vicino a Moosholzen e Dünzling fino alla sera, Montbrun tornò a Peising nei pressi di Abbach. Montbrun subì 233 caduti, causandone in numero molto maggiore ai nemici. Gli austriaci persero 116 uomini, con 452 feriti e 357 prigionieri, oltre a 159 dispersi per un totale di 1084 uomini.
Rappresentando il collegamento tra l'arciduca Luigi ed Hohenzollern, Thierry stava con la propria brigata sulla strada alle 6 del mattino. Quando raggiunse un'altura nei pressi di Abensberg, vide le truppe bavaresi ammassarsi nei paraggi, e ben presto si trovò imbrigliato in schermaglie nei pressi di Arnhofen, a nordest di Abensberg. In questo contesto, la cavalleria leggera bavarese massacrò i quattro squadroni di dragoni di Thierry. Furono coinvolti una parte della prima divisione bavarese di Ludovico I di Baviera e la 2ª divisione di bavaresi di Carl Philipp von Wrede. I bavaresi ammisero 13 morti, 201 feriti e 13 prigionieri sui 7600 uomini iniziali, e dichiararono di aver conquistato un cannoni e catturato 400 austriaci. Thierry ritirò la propria brigata a sudest fino ad Offenstetten.
A Ratisbona il 65º reggimento abbandonò la testa di ponte fortificata sulla riva settentrionale del Danubio, e si ritirò nei sobborghi Stadt-am-Hof. Di fronte ad uno sbarramento di artiglieria, Kollowrat lanciò un attacco contro la città attraverso una porta e in mezzo alle strade. I francesi asserragliati tesero un'imboscata agli austriaci e li ricacciarono in periferia. Dopo un intero giorno di scontri, i francesi controllavano Stadt-am-Hof e Ratisbona, ma erano a corto di munizioni. Coutard chiese a Davout altre munizioni, ma non giunsero mai. Un convoglio organizzato di fretta fu catturato dalla cavalleria austriaca il mattino seguente.
Molto a sudest, a Pfaffenhofen an der Ilm, il generale Nicolas Oudinot si scontrò con il VI Armeekorps di Scheibler. Attaccando con una divisione di fanteria e con la brigata di cavalleria di Pierre Colbert, i francesi respinsero gli austriaci facendo 200 prigionieri.

### Teugn e Hausen
Dopo le 9 del mattino, l'avanzata di Saint-Hilaire si scontrò con il III Armeekorps in marcia presso Hausen. Vukassovich dispose velocemente i propri due battaglioni di fanteria leggera, il Peterwardeiner Grenz e la legione Archduke Charles, e cacciò i francesi dal villaggio, spingendoli verso nord. Nel tempo che i comandanti francesi reagirono, Vukassovich aveva posto la brigata del generale Moritz Liechtenstein su un crinale boscoso a metà strada tra Hausen e Teugn. Fu raggiunto qui da Franz Joseph e dalla brigata del generale Nikolaus Kayser. L'altra brigata di Lusignan, quella di Thierry, era distaccata a sinistra.

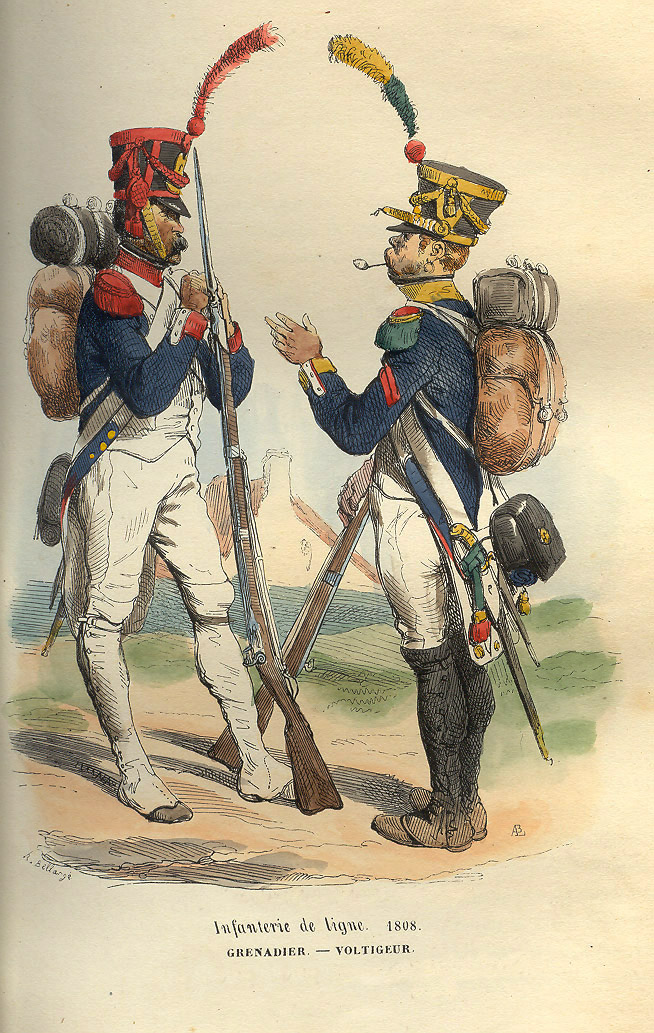
Granatieri francesi (sinistra) e voltiguer (destra) di un reggimento di fanteria

Per permettere alla divisione di Saint-Hilaire di schierarsi sospendendo la marcia, Davout lanciò i 2000uomini del 3º reggimento di fanteria contro i 6000 uomini ed i 12 cannoni di Vukassovich e Lusignan. L'intero 3º reggimento si mise in posizione di battaglia e cominciò a risalire il pendio. L'attacco fallì nel tentativo di cacciare gli austriaci, ma concesse il tempo di organizzarsi al 57º reggimento (chiamato "il terribile") e prepararsi ad un secondo attacco. La carica del 57° attaccò il primo pendio, ma si fermò di fronte al secondo. In mezzo ad un intenso fuoco di cannoni e moschetti, i fanti francesi ben addestrati si disposero in linea e risposero al fuoco. A questo punto il 3º reggimento si era riformato dietro al 57°, e si era disposto alla sua destra. Ulteriormente a destra, il 10° avanzò verso il fianco sinistro austriaco dove obbligarono una batteria a battere in ritirata. Il nuovo attacco vacillò di fronte al primo pendio, e fu respinto quando affrontò il secondo.
A questo punto entrambi gli schieramenti avevano ricevuto i rinforzi. Per quanto riguarda i francesi, le ultime due unità della divisione di Saint-Hilaire, il 72º ed il 105º reggimento schierati nei pressi di Teugn. Per gli austriaci il generale maggiore Alois Liechtenstein portò la prima brigata della divisione di Franz Xaver Saint-Julien. Hohenzollern attaccò frontalmente la 57° linea. Nello stesso momento inviò metà della brigata di Alois Liechtenstein attraverso il bosco per accerchiare il fianco sinistro francese. Il capo di stato maggiore di Davout, il generale Jean Dominique Compans, mandò il 72° a fermare il movimento al fianco. I francesi sorpresero gli austriaci nel momento in cui iniziavano a disporsi in linea, e li respinsero tra gli alberi.
Lusignan, Saint-Julien e Alois Liechtenstein chiesero un altro sforzo. Uno dei reggimenti di Ussari di Vukassovich uscì dal bosco, dirigendosi verso il fianco del 57°. Il battaglione di sinistra del 57° si dispose a quadrato respingendo la cavalleria. Con i generali in prima linea, l'attacco austriaco piombò fuori dal bosco e si abbatté sulle linee francesi che stavano affrontando il primo pendio. L'assalto fallì sotto i colpi dei moschetti francesi ed alla spinta contro il fianco sinistro operata dalla 3ª linea.
Alois Liechtenstein guidò coraggiosamente il 23º reggimento Würzburg in un'altra carica, questa volta contro il fianco francese. Quest'ultimo assalto riuscì ad allontanare i francesi dal primo pendio, nonostante Liechtenstein fu gravemente ferito. Seguì una pausa in cui Davout radunò personalmente i sopravvissuti di Saint-Hilaire.
L'artiglieria di Davout giunse verso le 15, in ritardo. Supportata per la prima volta dall'artiglieria, la stanca fanteria francese riconquistò il primo pendio. Un colonnello dell'artiglieria esplorò il bosco sul fianco destro austriaco, trovando un'ottima posizione per piazzare i cannoni. Quando parlò della propria scoperta a Saint-Hilaire, i due improvvisarono un nuovo assalto. Saint-Hilaire lanciò i propri uomini in un attacco frontale, mentre una batteria di artiglieria a cavallo si portava in posizione senza farsi vedere dagli austriaci.
Ben presto apparve l'avanguardia della divisione di Friant, puntando al fianco destro austriaco. Improvvisamente i francesi mostrarono l'artiglieria, ed aprirono il fuoco. Gli austriaci, sorpresi, persero rapidamente terreno. L'ultima delle brigate di Saint-Julien guidata dal general maggiore Josef Bieber fece il suo ingresso. Il contrattacco di uno dei reggimenti di Bieber bloccò l'avanzata francese, e Moritz Liechtenstein venne ferito. Alle 17 un violento temporale spazzò il campo di battaglia, ponendo fine alla battaglia.

## Risultato
Secondo lo storico James R. Arnold, gli austriaci ammisero 527 caduti, 2470 feriti e 466 prigionieri, per un totale di 3463 perdite. I francesi parlarono di 2345 morti, soprattutto della divisione di Saint-Hilaire. Digby Smith parla di 3862 caduti austriaci e circa 4000 francesi. Francis Loraine Petre cita rispettivamente 3846 e 4376. Quest'ultimo valore comprende i caduti francesi di Dünzling. I generali austriaci patirono perdite stranamente alte, e parlarono di "azioni in prima linea che i precedenza erano state rare". I fratelli Alois e Moritz Liechtenstein, Bieber e Lusignan furono tutti feriti. Lusignan subì una grave ferita alla testa che lo obbligò al congedo permanente dal servizio militare.
Dopo aver ricevuto un resoconto negativo della battaglia da Hohenzollern, l'arciduca Carlo ne ordinò la ritirata. Questa azione concesse la vittoria a Davout, dato che permise al maresciallo francese una linea di comunicazione pulita con gli alleati bavaresi. Alle 22 del 19 Lefebvre inviò importanti informazioni a Napoleone, ovvero che era in grado di veere i fuochi da campo di Davout vicino a Teugn. Per l'imperatore significò che il III Corpo era riuscito ad evitare l'imboscata. Il giorno seguente fu combattuta la battaglia di Abensberg.

## Nota storica
Il nome dato da Napoleone alla battaglia del 19 fu "battaglia di Thann". Francis Loraine Petre sottolinea che "la 'battaglia di Hausen-Teugen' sarebbe stato un nome più appropriato". Herrnwahlthann o Thann si trova due chilometri a sudovest di Haugen.